# Václav Švec (politik)
Václav Švec (28. září 1873 – ???) byl český a československý politik a meziválečný senátor Národního shromáždění za Československou sociálně demokratickou stranu dělnickou.

## Biografie
V parlamentních volbách v roce 1920 získal za Československou sociálně demokratickou stranu dělnickou senátorské křeslo v Národním shromáždění. V senátu zasedal do roku 1925.
Profesí byl starostou obce Hatín u Jindřichova Hradce.